# Rheocles vatosoa
Rheocles vatosoa är en fiskart som beskrevs av Stiassny, Rodriguez och Paul V. Loiselle 2002. Rheocles vatosoa ingår i släktet Rheocles och familjen Bedotiidae. IUCN kategoriserar arten globalt som sårbar. Inga underarter finns listade i Catalogue of Life.